# Sielsowiet Waliszcze
Sielsowiet Waliszcze (biał. Валішчанскі сельсавет; ros. Валищенский сельсовет) – sielsowiet na Białorusi, w obwodzie brzeskim, w rejonie pińskim, z siedzibą w Waliszczach.
Według spisu z 2009 sielsowiet Waliszcze zamieszkiwało 1793 osób, w tym 1704 Białorusinów (95,04%), 45 Rosjan (2,51%), 22 Ukraińców (1,23%), 6 Mołdawian (0,33%), 4 Polaków (0,22%), 5 osób innych narodowości i 7 osób, które nie podały żadnej narodowości.

## Miejscowości
- agromiasteczko:
  - Waliszcze
- wsie:
  - Chworosna
  - Kletna
  - Ławska Wólka
  - Ozarycze
  - Sokołówka